# Dicroidium
Dicroidium es un género extinto de Pteridospermas, un grupo de gimnospermas con hojas pinnadas como helechos y con semillas, que fue abundante en Gondwana durante el período Triásico (251-200 million años). Sus fósiles se conocen desde Sudáfrica, Australia, Nueva Zelanda, América del Sur y la Antártida. Fueron descubiertos en sedimentos del Triásico de Tasmania por Morris en 1845.

## Descripción
Las hojas eran esencialmente como helechos modernos, pero el raquis principal se bifurca, dando la apariencia de dos hojas de helecho unidas en la base. Estas plantas tienen estructuras reproductivas masculinas y femeninas. Antes de saber que pertenecía a la misma especie, los machos fueron nombrados estructuras Pteruchus y Umkomasia femeninos.

## Especies
- Dicroidium crassinervis
- Dicroidium coriaceum, Sudáfrica.
- Dicroidium dubium
- Dicroidium elongatum, Australia.
- Dicroidium odontopteroides, Brasil en el geoparque Paleorrota.[2]
- Dicroidium spinifolium
- Dicroidium stelznerianum, Argentina, Nueva Zelanda.[3]
- Dicroidium zuberi, Antártida, Australia, Sudáfrica y Brasil en el geoparque Paleorrota.[4]
- Dicroidium sp. A.